# Gabriele Stauner

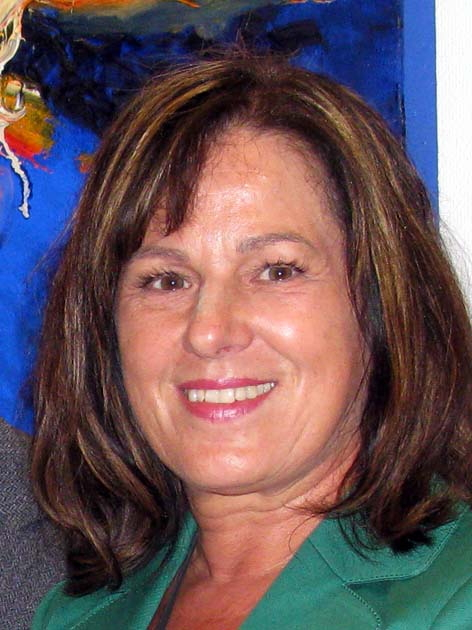
Gabriele Stauner (2009)

Gabriele Stauner este un om politic german, membru al Parlamentului European în perioada 1999-2004 din partea Germaniei.
1. 1 2 3  Deputații în Parlamentul European